# Рирън ван Пелт
Рирън ван Пелт (Rerun van Pelt) е по-малкият брат на Лайнъс и Луси от поредицата карикатури Peanuts на Чарлс М. Шулц.
Рирън е „роден“ в карикатура от 1972 но за първи път се появява на 26 март 1973. Първоначално той изглежда като умалена версия на Лайнъс. Луси, която винаги е искала да бъде единствено дете (или да има по-малка сестра), е повече от неразвълнувана при новината, че ще си има второ братче и коментира, че да имаш втори по-малък брат, е като да гледаш повторенията (rerun в ед. ч.) по телевизията. Ето как на Лайнъс му хрумва идеята пеленачето да бъде наречено Рирън. Постепенно Луси свиква с идеята, че си има друг брат и донякъде се превръща в негов учител и наставник, като е далеч по-мила и търпелива към него, от колкото към Лайнъс.
Първата история с Рирън го показва все още не можещ да говори, но все пак взима участие в отбора по бейзбол на Чарли Браун, по-късно е замесен в покер скандал. В някои от късните карикатури мислите му са показани в мисловни балончета, а в други като нервен пътник в задната част на колелото на майка му.
Рирън рядко участва през 1980-те. Всъщност, по това време Шулц вярва, че добавянето на героя е грешка. Обаче през 1990-те образът се появява отново- пораснал е на височината, на която са неговите сестра и брат. Начинът на рисуване на Шулц по това време не е добър и е трудно да се различат Лайнъс и Рирън. За да се разпознават, Шулц „облича“ Рирън с комбинезон.
Шулц прави Рирън един от главните герои и фокусът в поредицата е от гледната точка именно на този образ (в интервю пред Гари Норт авторът на карикатурите споделя, че Рирън на практика „завзема“ Peanuts). Повечето истории са за неговите страхове и борбите му като „малко дете“ сред големи деца и желанието му да си играе със Снупи и да си има собствено куче. Снупи не иска да си играе, освен ако Рирън не му даде бисквити. Тъй като не успява да направо това, често момчето се опитва да продаде нещо на Чарли Браун, за да спечели пари и да купи кучето му:
Рирън: „Би ли купил малко домашен фъдж?”
Чарли Браун: „Кой го е правил?”
Рирън: „Баба ми, майка ми и сестра ми.“
Чарли Браун: „Ти ли си посредникът“ (игра на думи- middleman означава „посредник“, но разгледани по отделно думите middle и man означават „човек по средата“)
Рирън: „Не, те всички са по-високи от мен.“
Друга повтаряща се сцена е как Рирън се крие под леглото си, за да не отиде на училище, тактика, която обикновено се проваля. В училище Рирън е един вид бунтар, защото рисува комикси в стила на underground comics вместо да рисува цветя, както е казал учителят. Често героят е показан да флиртува с неименувано момиче с опашки от неговата група в детската градина. Веднъж се шегува, че ще я заведе в Париж и е изгонен от детската градина за сексуален тормоз.
Рирън е главният герой в специалния анимационен епизод I Want a Dog for Christmas, Charlie Brown.